# Liste der niederländischen Botschafter beim Heiligen Stuhl
Die Liste der niederländischen Botschafter beim Heiligen Stuhl bietet einen Überblick über die Leiter der diplomatischen Vertretung der Niederlande beim Völkerrechtssubjekt des Heiligen Stuhls seit Aufnahme diplomatischer Beziehungen.

## Missionschefs
| Amtszeit  | Name                                                        | Anmerkung                                            |
| --------- | ----------------------------------------------------------- | ---------------------------------------------------- |
| 1916–1926 | Junker Octaaf van Nispen tot Senevaer                       | Gesandter                                            |
| 1926–1944 |                                                             | keine diplomatischen Beziehungen                     |
| 1944–1956 | Junker Marco van Weede                                      | Gesandter                                            |
| 1956–1967 | Graf François de Marchant et d’Ansembourg                   | bis 1957 als Gesandter, anschließend als Botschafter |
| 1968–1975 | Baron Sweder Godfried Maria van Voorst Tot Voorst           | Botschafter                                          |
| 1975–1978 | Joseph Ignace M. Welsing                                    | Botschafter                                          |
| 1978–1982 | Jozef Laurentius Hubertus Ceulen                            | Botschafter                                          |
| 1982–1983 | Emma E. van Dillen                                          | Geschäftsträgerin                                    |
| 1983–1986 | Johan Anthony Beelaerts van Blokland                        | Botschafter                                          |
| 1986–1991 | Baron Seger Jan Joseph van Voorst tot Voorst                | Botschafter                                          |
| 1991–1995 | Graf Roland Hugo van Limburg Stirum                         | Botschafter                                          |
| 1995–1996 | Reynier Flaes                                               | Botschafter                                          |
| 1996–2000 | Guy Westerouen van Meeteren                                 | Botschafter                                          |
| 2000–2004 | Baron Hendrik Volkier Bentinck van Schoonheten              | Botschafter                                          |
| 2005–2009 | Monique Patricia Antoinette Frank                           | Botschafterin                                        |
| 2009–2010 | Baronin Henriette Johanna Cornelia Maria van Lynden-Leijten | Botschafterin                                        |
| 2010–2011 | Johannes Douma                                              | Geschäftsträger                                      |
| 2011–2014 | Joseph Weterings                                            | Botschafter                                          |
| 2014–2018 | Jaime Bernardo von Bourbon-Parma                            | Botschafter                                          |
| seit 2018 | Caroline Weijers                                            | Botschafterin                                        |